# Man's Favorite Sport?
Man's Favorite Sport? is een Amerikaanse filmkomedie uit 1964 onder regie van Howard Hawks. De film werd destijds in Nederland uitgebracht onder de titel Een vrouwtje aan de haak.

## Verhaal
Roger Willoughby geldt als een autoriteit op het gebied van vissen. Hij heeft een boek over het onderwerp geschreven en hij werkt in een viswinkel, waar hij raad geeft aan vissers. Als zijn chef hem inschrijft voor een viswedstrijd, raakt hij in de knel. Hij kan namelijk zelf niet vissen.

## Rolverdeling
| Acteur         | Personage          |
| -------------- | ------------------ |
| Rock Hudson    | Roger Willoughby   |
| Paula Prentiss | Abigail Page       |
| Maria Perschy  | Easy Mueller       |
| Charlene Holt  | Tex Connors        |
| John McGiver   | William Cadwalader |
| Roscoe Karns   | Majoor Phipps      |